# Robert Downey Jr.
Robert John Downey Jr. (* 4. dubna 1965, New York) je americký herec. Jeho kariéra byla charakterizována kritickým i populárním úspěchem v mládí, po kterém následovalo období zneužívání návykových látek a problémy se zákonem, než se později v jeho kariéře znovu objevil komerční úspěch. V roce 2008 byl časopisem Time zařazen na seznam 100 nejvlivnějších lidí světa a mezi lety 2013 a 2015 byl časopisem Forbes označen jako nejvýdělečnější herec Hollywoodu.
Svůj debut zaznamenal ve věku pěti let ve filmu Pound (1970) svého otce Roberta Downeyho Sr. Následně pracoval se skupinou herců Brat Pack v teenagerských filmech Podivná věda (1985) a Feťáci (1987). V roce 1992 ztvárnil titulní roli Charlieho Chaplina v životopisném filmu Chaplin (1992), za níž obdržel nominaci na Oscara a získal cenu BAFTA. Po pobytu v Corcoran Substance Abuse Treatment Facility kvůli drogové závislosti se připojil k obsazení televizního seriálu Ally McBealová, za který získal Zlatý glóbus. Z pořadu byl vyhozen v důsledku obvinění z užívání drog v letech 2000 a 2001. Zůstal v soudním programu léčby drogové závislosti a od roku 2003 si udržuje střízlivost.
Zpočátku společnosti pro dokončení dluhopisů Downeyho nepojistily, dokud Mel Gibson nezaplatil pojistnou kauci za film Zpívající detektiv z roku 2003. Poté hrál v černé komedii Kiss Kiss Bang Bang (2005), thrilleru Zodiac (2007) a akční komedii Tropická bouře (2008); za druhý zmíněný film byl nominován na Oscara za nejlepšího herce ve vedlejší roli.
Celosvětové pozornosti se mu dostalo za hlavní roli Tonyho Starka/Iron Mana v deseti filmech franšízy Marvel Cinematic Universe, počínaje filmem Iron Man (2008) a konče Avengers: Endgame (2019). Ztvárnil také titulní postavu ve filmu Sherlock Holmes (2009), za nějž obdržel druhý Zlatý glóbus, a jeho pokračování Sherlock Holmes: Hra stínů (2011). Účinkoval také v dramatu Soudce (2014). Za svůj výkon ve snímku Oppenheimer (2023) získal Oscara, Zlatý glóbus a cenu BAFTA pro nejlepšího herce ve vedlejší roli.

## Životopis
Narodil se v New Yorku herečce Elsie a nezávislému filmaři Robertu Downeyovým. Má starší sestru Allyson. Celá rodina se kvůli otcově práci velmi často stěhovala, nicméně po rozvodu rodičů zůstal Robert mladší se svým otcem v New Yorku. Na čas odjel studovat do Londýna klasický balet, kde začal mít problémy s alkoholem a drogami, takže jej po třech měsících museli ze školy vyhodit. Vrátil se do USA a vydal se na školu v Santa Monice, kde však vydržel pouhý rok, než ho opět vyloučili. V následující době si mimo jiné přivydělával v restauraci či prodáváním bot. Při natáčení jednoho ze svých filmů se setkal s herečkou Sarou Jessicou Parker, se kterou žil sedm let.
V roce 1992 se po šesti týdnech známosti oženil se zpěvačkou a modelkou Deborah Falconer a o rok později se jim narodil syn Indio. Kvůli Downeyho problémům s alkoholem, drogami a zákonem ale rodinný život vůbec nefungoval. Nakonec se v roce 2004 definitivně rozvedli.
Downey se snažil léčit svoje závislosti na klinikách, avšak neúspěšně. Při natáčení snímku Gothika se seznámil s producentkou Susan Levin, kterou si v roce 2005 vzal. I díky tomu překonal svoje potíže a začal pracovat na své herecké kariéře. Se svou druhou manželkou Susan má syna Extona a dceru Avri.

## Kariéra

### Herecká kariéra

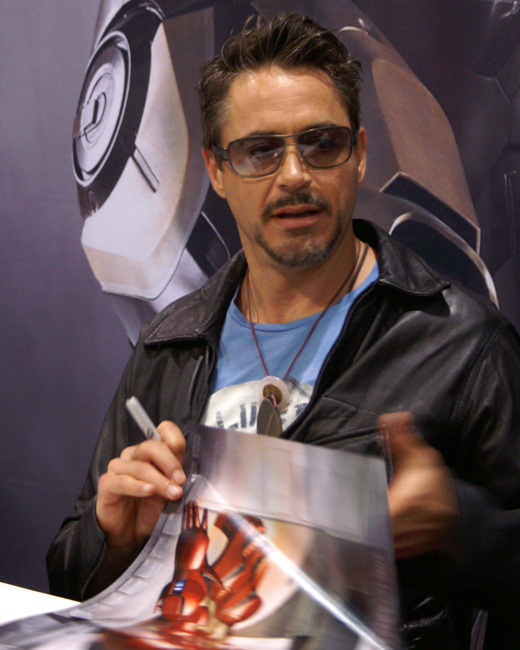
Robert Downey Jr. propagující film Iron Man na Comic-Conu 2007

První film, ve kterém si zahrál, byl snímek jeho otce Pound z roku 1970. Následovala celá řada více či méně výrazných filmových rolí.
Velká herecká šance přišla v roce 1992 s filmem Chaplin, kde ztvárnil přímo Charlieho Chaplina, za což si vysloužil cenu BAFTA a nominaci na Oscara a Zlatý glóbus. Další roky účinkoval spíše v béčkových filmech a rodinných komediích, které často byly zastíněny jeho problémy s drogami. Za roli právníka Larryho Paula v seriálu Ally McBealová, kde působil v letech 2000–2002, získal Zlatý glóbus a byl nominován na cenu Emmy.
Zlom v jeho kariéře přišel s natáčením filmu Gothika (2003) a především v superhrdinském snímku Iron Man (2008), kde ztvárnil titulní postavu Tonyho Starka, alias Iron Mana. V této roli se objevil i v následujících filmech Neuvěřitelný Hulk (2008), Iron Man 2 (2010), Avengers (2012), Iron Man 3 (2013), Avengers: Age of Ultron (2015), Captain America: Občanská válka (2016), Spider-Man: Homecoming (2017), Avengers: Infinity War (2018) a Avengers: Endgame (2019).
V roce 2008 hrál také ve filmu Tropická bouře, za což byl nominován na Oscara i Zlatý glóbus. V letech 2009 a 2011 ztvárnil ve snímcích Sherlock Holmes a Sherlock Holmes: Hra stínů titulní postavu Sherlocka Holmese. Za svůj herecký výkon v prvním filmu získal Zlatý glóbus v kategorii Nejlepší herec v muzikálu nebo komedii. Holmese si má znovu zahrát ve třetím filmu.
V roce 2014 získal roli ve filmu Soudce, který také produkoval a jehož premiéra se odehrála na Filmovém festivalu v Torontu.
V českém znění Downeyho nejčastěji dabují Jan Šťastný, Jiří Dvořák a Radovan Vaculík.

### Hudební kariéra
Roku 1992 nazpíval singl „Smile“, který je součástí soundtracku k filmu Chaplin.
Podílel se na soundtracích k seriálu Ally McBealová. Na vánoční desce Ally McBeal: A Very Ally Christmas (2000) se účinkoval v písních „White Christmas“ (duet s Vondou Shepard) a „River“. Na druhém albu Ally McBeal: For Once in My Life Featuring Vonda Shepard (2001) nazpíval svou vlastní skladbu „Snakes“, duet s Vondou Shepard „Chances Are“ a píseň „Every Breath You Take“ se Stingem.
V roce 2004 vydal své debutové album s názvem The Futurist, kde zpívá, hraje na klavír a na saxofon. Píseň „Broken“, která je součástí alba The Futurist, je také součástí soundtracku k filmu Kiss Kiss Bang Bang.

### Produkční společnost
V červnu 2010 založil společně se svou manželkou Susan vlastní produkční společnost Team Downey. Jejich prvním projektem byl film Soudce.

## Osobní život

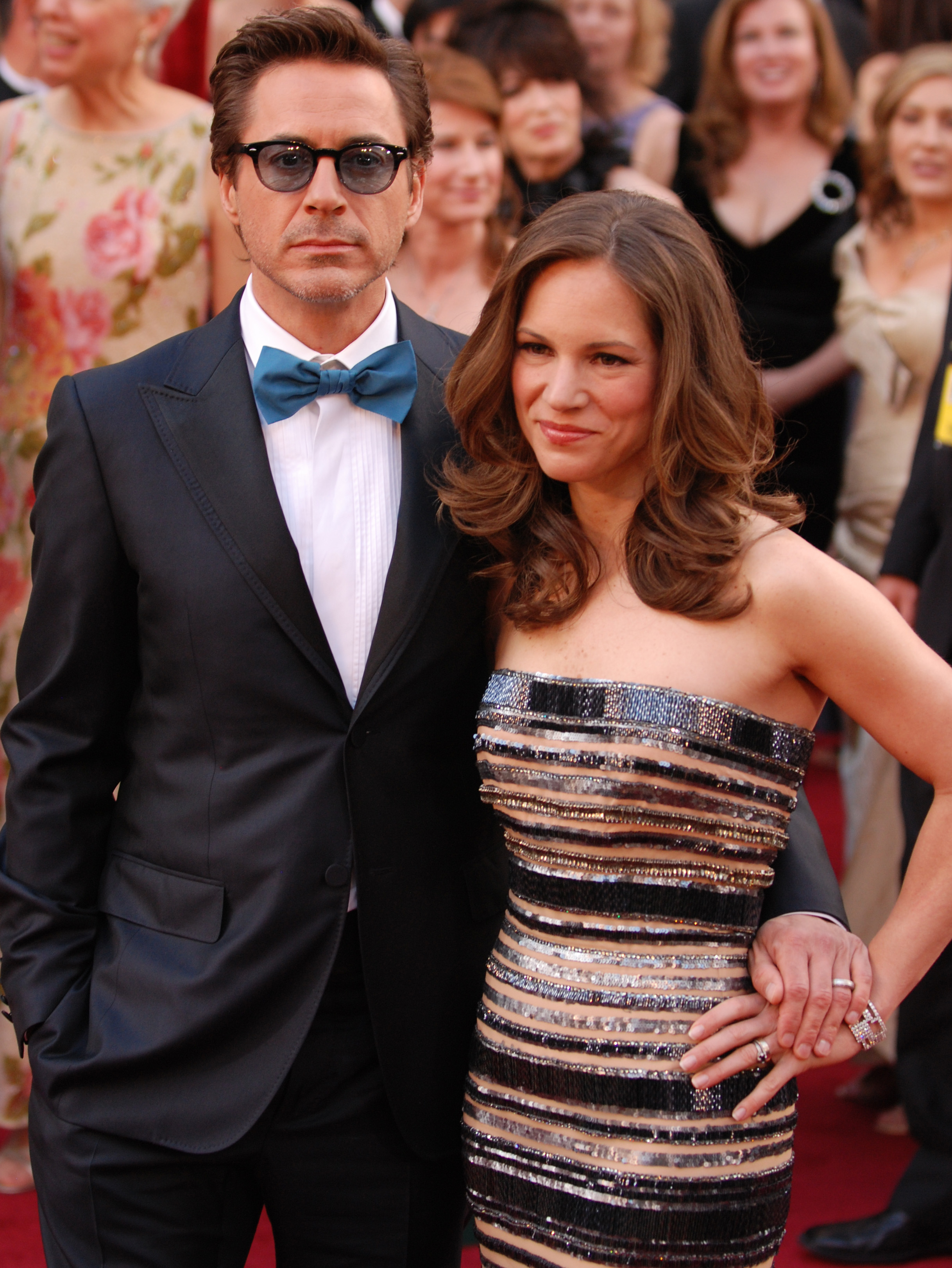
Downey a se svou ženou Susan na předávání Oscarů v roce 2010

Při natáčení filmu Prvorozený chodil s herečkou Sarah Jessicou Parker. Dvojice se později rozešla kvůli jeho problémům s drogami. V květnu 1992 si vzal herečku a zpěvačku Deborah Falconer. Syn Indio Falconer Downey se narodil v září 1993. Kvůli jeho neustálým návštěvám ve vězení a návštěvám v odvykacích center se v roce 2001 Deborah rozhodla vzít syna a odejít od něj. Dvojice se rozvedla 26. dubna 2004.
V roce 2003 se poznal s producentkou Susan Levin na natáčení filmu Gothika. Downey ji požádal o ruku večer před jejími třicátými narozeninami. Vzali se v srpnu 2005 v Amagansettu v New Yorku. Syn se jim narodil v únoru 2012, dcera v listopadu 2014.

## Filmografie

### Film
| Rok  | Název                                   | Role                                  | Poznámky |
| ---- | --------------------------------------- | ------------------------------------- | --- |
| 1970 | Pound                                   | štěně                                 | |
| 1972 | Greaser's Palace                        | nepojmenované dítě                    | |
| 1975 | Moment to Moment                        | sám sebe                              | neuveden v titulcích, také producent |
| 1980 | Podporujte akademii                     | kluk ve fotbalovém týmu               | neuveden v titulcích |
| 1983 | Miláčku, jsi to ty?                     | Stewart                               | |
| 1984 | Prvorozený                              | Lee                                   | |
| 1985 | Rebel z mé školy                        | Jimmy Parker                          | |
| 1985 | Holky se chtějí bavit taky              | Punker                                | neuveden v titulcích |
| 1985 | Podivná věda                            | Ian                                   | |
| 1985 | Deadwait                                |                                       | krátkometrážní film |
| 1986 | Zpátky do školy                         | Derek Lutz                            | |
| 1987 | Sukničkář                               | Jack Jericho                          | |
| 1987 | Feťáci                                  | Julian Wells                          | |
| 1988 | Johnny, buď hodný                       | Leo Wiggins                           | |
| 1988 | Rented Lips                             | Wolf Dangler                          | |
| 1988 | 1969                                    | Ralph Karr                            | |
| 1989 | That's Adequate                         | Albert Einstein                       | |
| 1989 | Obhájce pravdy                          | Roger Baron                           | |
| 1989 | Je naděje                               | Alex Finch                            | |
| 1990 | Air America                             | Billy Covington                       | |
| 1991 | To je ale teploǃ                        | Reed Richmond                         | |
| 1991 | Bublifuk                                | David Seton Barnes                    | |
| 1992 | Chaplin                                 | Charlie Chaplin                       | Filmová cena Britské akademie v kategorii nejlepší herec ve vedlejší roli nominace – Oscar v kategorii nejlepší herec nominace – Zlatý glóbus v kategorii nejlepší herec ve filmu – drama |
| 1993 | Srdce a duše                            | Thomas Reilly                         | Cena Saturn v kategorii nejlepší herec |
| 1993 | The Last Party                          | sám sebe                              | také scenárista |
| 1993 | Prostřihy                               | Bill Bush                             | Zlatý glóbus v kategorii nejlepší obsazení |
| 1994 | Ať žije Caesarǃ                         | Jerry                                 | |
| 1994 | Takoví normální zabijáci                | Wayne Gale                            | |
| 1994 | Italské námluvy                         | Peter Wright / Damon Bradley          | |
| 1995 | Richard III.                            | hrabě Rivers                          | |
| 1995 | Domů na svátky                          | Tommy Larson                          | |
| 1995 | Mr. Willowby's Christmas Tree           | pan Wilowby                           | |
| 1995 | Čas smyslnosti                          | Robert Merivel                        | |
| 1997 | Nebezpečná zóna                         | Jim Scott                             | |
| 1997 | Láska na jednu noc                      | Charlie                               | |
| 1997 | Rošťák                                  | Blake Allen                           | |
| 1997 | Láska na druhý dotek                    | Franz Mazur                           | |
| 1998 | Perníkový dědek                         | Clyde Pell                            | |
| 1998 | Šerifové                                | speciální agent John Royce            | |
| 1999 | Příznaky ze snů                         | Vivian Thompson                       | |
| 1999 | Milenci na horách                       | Hans                                  | |
| 1999 | Trhák pana Bowfingera                   | Jerry Renfro                          | |
| 1999 | Černá a bílá                            | Terry Donager                         | |
| 2000 | Skvělí chlapi                           | Terry Crabtree                        | |
| 2002 | Lethargy                                | terapeut zvířat                       | krátkometrážní film |
| 2003 | Whatever We Do                          | Bobby                                 | krátkometrážní film |
| 2003 | Zpívající detektiv                      | Dan Dark                              | nominace – Satellite Award v kategorii nejlepší herec ve filmu – muzikál nebo komedie |
| 2003 | Charlie: Život a dílo Charlese Chaplina | Charles Chaplin                       | |
| 2003 | Gothika                                 | Pete Graham                           | |
| 2004 | Eros                                    | Nick Penrose                          | segment: „Equilibrium“ |
| 2005 | Šestý zápas                             | Steven Schwimmer                      | |
| 2005 | Kiss Kiss Bang Bang                     | Harry Lockhart                        | nominace – Cena Saturn v kategorii nejlepší herec nominace – Satellite Award v kategorii nejlepší herec ve filmu – muzikál nebo komedie a nejlepší původní písnička za „Broken“ (s Markem Hudsonem) |
| 2005 | The Outsider                            | sám sebe                              | dokument |
| 2005 | Dobrou noc a hodně štěstí               | Joseph Wershba                        | nominace – Screen Actors Guild Award v kategorii nejlepší filmové obsazení |
| 2005 | Hubert Selby Jr                         | vypravěč                              | dokument |
| 2006 | Průvodce k rozpoznání tvých svatých     | Dito Montiel                          | také producent |
| 2006 | Chundelatý pes                          | dr. Kozak                             | |
| 2006 | Temný obraz                             | James Barris                          | |
| 2006 | Diane Arbus: Příběh jedné obsese        | Lionel Sweeney                        | |
| 2007 | Zodiac                                  | Paul Avery                            | |
| 2007 | Charlie Barlett                         | ředitel Nathan Gardner                | |
| 2007 | Štěstí ve hře                           | Jack                                  | cameo |
| 2008 | Iron Man                                | Tony Stark / Iron Man                 | Cena Saturn v kategorii nejlepší herec nominace – Empire Award v kategorii nejlepší herec nominace – Filmová cena MTV v kategorii nejlepší herec nominace – People's Choice Award v kategorii nejlepší superhrdina nominace – Teen Choice Award v kategorii nejlepší filmový herec – akční/dobrodružný film |
| 2008 | Neuvěřitelný Hulk                       | Tony Stark / Iron Man                 | cameo |
| 2008 | Tropická bouře                          | Kirk Lazarus / seržant Lincoln Osiris | nominace – Critics' Choice Movie Award v kategorii nejlepší herec ve vedlejší roli nominace – Filmová cena Britské akademie v kategorii nejlepší herec ve vedlejší roli nominace – Satellite Award v kategorii nejlepší herec ve filmu – vedlejší role nominace – Screen Actors Guild Award v kategorii nejlepší herec ve vedlejší roli nominace – Teen Choice Award v kategorii nejlepší filmový výkřik nominace – Oscar v kategorii nejlepší herec ve vedlejší roli nominace – Zlatý glóbus v kategorii nejlepší herec ve filmu – vedlejší role |
| 2009 | Sólista                                 | Steve Lopez                           | |
| 2009 | Sherlock Holmes                         | Sherlock Holmes                       | Zlatý glóbus v kategorii nejlepší herec ve filmu – muzikál nebo komedie nominace – Cena Saturn v kategorii nejlepší herec nominace – Empire Award v kategorii nejlepší herec nominace – Filmová cena MTV v kategorii nejlepší souboj (s Markem Strongem) nominace – Teen Choice Award v kategorii nejlepší filmový herec – akční/dobrodružný film |
| 2010 | Iron Man 2                              | Tony Stark / Iron Man                 | nominace – Cena Saturn v kategorii nejlepší herec nominace – Kids' Choice Movie Award v kategorii nejlepší nakopávač zadků nominace – People's Choice Award v kategorii nejlepší filmové duo (s Donem Cheadlem) nominace – Teen Choice Award v kategorii nejlepší filmový herec – sci-fi, nejlepší filmový tanec a nejlepší filmový souboj (s Donem Cheadlem) |
| 2010 | Láska a nedůvěra                        | Rob                                   | segment: „Auto Motives“ |
| 2010 | Na doraz                                | Peter Highman                         | nominace – Teen Choice Award v kategorii nejlepší filmový výkřik |
| 2011 | Sherlock Holmes: Hra stínů              | Sherlock Holmes                       | nominace – Teen Choice Award v kategorii nejlepší filmový herec – akční film |
| 2012 | Avengers                                | Tony Stark / Iron Man                 | Filmová cena MTV v kategorii nejlepší souboj (s obsazením filmu) People's Choice Award v kategorii nejlepší filmový superhrdina, nejlepší filmový herec a nejlepší herec – akční film nominace – Critics' Choice Movie Award v kategorii nejlepší herec v akčním filmu nominace – Empire Award v kategorii nejlepší herec nominace – Filmová cena MTV v kategorii nejlepší hrdina a nejlepší filmové duo (s Markem Ruffalem) nominace – Kids' Choice Movie Award v kategorii nejlepší nakopávač zadků nominace – People's Choice Award v kategorii nejlepší herec – akční film nominace – Teen Choice Award v kategorii nejlepší filmový herec – sci-fi a nejlepší letní filmový herec |
| 2013 | Iron Man 3                              | Tony Stark / Iron Man                 | Cena Saturn v kategorii nejlepší herec Kids' Choice Movie Award v kategorii nejlepší nakopávač zadků nominace – Critics' Choice Movie Award v kategorii nejlepší herec v akčním filmu nominace – Teen Choice Award v kategorii nejlepší filmový herec – sci-fi/fantasy a nejlepší filmová chemie (s Donem Cheadlem) |
| 2014 | Šéf                                     | Marvin                                | |
| 2014 | Soudce                                  | Hank Palmer                           | také výkonný producent People's Choice Award v kategorii nejlepší filmový herec |
| 2015 | Avengers: Age of Ultron                 | Tony Stark / Iron Man                 | |
| 2016 | Captain America: Občanská válka         | Tony Stark / Iron Man                 | People's Choice Award v kategorii nejlepší herec – akční film nominace – Teen Choice Award v kategorii nejlepší filmový herec: sci-fi/fantasy a nejlepší filmová chemie nominace – People's Choice Award v kategorii nejlepší herec nominace – Kids' Choice Award v kategorii nejlepší filmový herec, nejlepší nepřátelé a nejlepší skupina |
| 2016 | Správní chlapi                          | Sid Shattuck                          | cameo |
| 2017 | Spider-Man: Homecoming                  | Tony Stark / Iron Man                 | |
| 2018 | Avengers: Infinity War                  | Tony Stark / Iron Man                 | Teen Choice Awards v kategorii nejlepší herec: akční film nominace – People's Choice Award v kategorii nejlepší filmová hvězda – muž |
| 2019 | Avengers: Endgame                       | Tony Stark / Iron Man                 | Cena Saturn v kategorii nejlepší herec MTV Movie & TV Awards v kategorii nejlepší superhrdina People's Choice Award v kategorii nejlepší filmová hvězda – muž Teen Choice Awards v kategorii nejlepší herec: akční film nominace – People's Choice Award v kategorii nejlepší akční filmová hvězda |
| 2020 | Dolittle                                | doktor John Dolittle                  | |
| 2022 | Sr.                                     | sám sebe                              | dokument |
| 2023 | Oppenheimer                             | Lewis Strauss                         | Oscar v kategorii nejlepší herec ve vedlejší roli Zlatý glóbus v kategorii nejlepší herec ve filmu – vedlejší role |

### Televize
| Rok       | Název                         | Role                         | Poznámky |
| --------- | ----------------------------- | ---------------------------- | --- |
| 1985      | Saturday Night Live           | člen obsazení                | 16 dílů |
| 1985      | Mussolini: The Untold Story   | pan Willowby                 | televizní film |
| 1995      | Mr. Willowby's Christmas Tree | Bruno Mussolini              | minisérie |
| 1996      | Saturday Night Live           | moderátor                    | díl: „Robert Downey Jr./Fiona Apple“ |
| 2000–2002 | Ally McBealová                | Larry Paul                   | 21 díů Screen Actors Guild Award v kategorii nejlepší herec v komediálním seriálu Zlatý glóbus v kategorii nejlepší herec ve vedlejší roli – seriál, mini-seriál nebo televizní film nominace – Cena Emmy v kategorii nejlepší herec ve vedlejší roli – komediální seriál nominace – Screen Actors Guild Award v kategorii nejlepší obsazení v komediálním seriálu |
| 2005      | Griffinovi                    | Patrick Pewterschmidt (hlas) | díl: „The Fat Guy Strangler“ |
| 2019      | The Age of A.I.               | průvodce                     | dokument, 8 dílů |
| 2020      | The Ellen DeGeneres Show      | sám sebe                     | 1 díl |

### Videohry
| Rok  | Název                         | Role       | Poznámky |
| ---- | ----------------------------- | ---------- | -------- |
| 2008 | Iron Man                      | Tony Stark |          |
| 2010 | Iron Man 2                    | Tony Stark |          |
| 2014 | Iron Man 3: The Official Game | Tony Stark |          |